# Associazione Calcio Lissone 1941-1942
Questa voce raccoglie le informazioni riguardanti l'Associazione Calcio Lissone nelle competizioni ufficiali della stagione 1941-1942.

## Rosa
| N. |                   | Ruolo | Calciatore         |
| -- | ----------------- | ----- | ------------------ |
|    | Italia (bandiera) | A     | Umberto Arosio     |
|    | Italia (bandiera) | D     | Italo Ascherio     |
|    | Italia (bandiera) | C     | Mario Barzaghi     |
|    | Italia (bandiera) | C     | Mario Bettega      |
|    | Italia (bandiera) | A     | Emilio Bossi       |
|    | Italia (bandiera) | D     | Giovanni Brambilla |
|    | Italia (bandiera) | D     | Luciano Cerutti    |
|    | Italia (bandiera) | P     | Amiro Farina       |

| N. |                   | Ruolo | Calciatore        |
| -- | ----------------- | ----- | ----------------- |
|    | Italia (bandiera) | A     | Piero Fossati     |
|    | Italia (bandiera) | D     | Diego Ghezzi      |
|    | Italia (bandiera) | D     | Franco Mari       |
|    | Italia (bandiera) | A     | Ugo Santambrogio  |
|    | Italia (bandiera) | C     | Ugo Uboldi        |
|    | Italia (bandiera) | P     | Angelo Villa      |
|    | Italia (bandiera) | A     | Luciano Zanibelli |